# Brum (tecknad serie)
Den tecknade serien Brum bör ej förväxlas med namnet på Bamses son, Brum 
"Brum", till en början "Äventyr bland djuren", är en svensk tecknad barnserie av Rune Andréasson publicerad i Allers Familj-Journal (start i nr 1/1944) och Göteborgs-Postens lördagsbilaga (1945–67).
Serien refuserades ursprungligen av Vårt Hem i augusti 1943 och antogs i något bearbetad form i oktober 1943 av Allers Familj-Journals chefredaktör Runar Karlströmer.
Berättartext och repliker lästes under de första åren parallellt med teckningarna. Från och med avsnitt nr 302 (1951) blev visuellt integrerad berättartext och pratbubblor norm.